# 深名線
深名線（日语：／ Shinmei sen */?），曾經是一條連結北海道深川市的函館本線深川站，途經雨龍郡幌加內町至名寄市的名寄站，屬於北海道旅客鐵道（JR北海道）/日本國有鐵道（國鐵）的鐵路線（地方交通線）。
此線經常是10大最差營業係數的大赤字路線之一，列入赤字83線與特定地方交通線的廢除辯論內。由於並行道路並未完善而暫時保留，國鐵分割民營化後並行道路有所改善，1995年（平成7年）9月4日廢除。

## 路線資料（廢除時）
- 管轄（事業類別）：北海道旅客鐵道（第一種鐵道事業者）
- 路段（營業距離）：深川站－幌加內站－名寄站 121.8公里
- 站數：21（包括起終點站）
- 軌距：1,067毫米（窄軌）
- 複線路段：沒有（全線單線）
- 電氣化路段：沒有（全線非電氣化（日语：非電化））
- 閉塞方式：Tablet閉塞式（末期的朱鞠內站－名寄站間是票券閉塞式）
可進行交會車站：2個（幌加內、朱鞠內）

## 历史

### 全通
深名线沿线的雨龙川上游地区最早于1897年（明治30年）开始有开拓民陆续迁入幌加内一带。
沿雨龙川的道路也在此时开通。在此之后的明治时期建設了连接士别与和寒的道路，这一道路後來成为了连接幌加内地区的各居民点与其它地区的主要道路。
在该地区铺设铁路的计划最早由于1911年移居至（明治44年）幌加内地区的吉利智宏提出，当时曾请愿建设由深川经三股（后来的朱鞠内地区）至音威子府的轻便铁路。这一运动也得到了周边的多度志、深川地区的参与和支持，并于1916年（大正5年）成立了“雨龙铁道期成同盟会”。受此运动影响，政府最终于1918年（大正7年）决定建设连接深川和三股的轻便铁路。此外，雨龙郡上北龙村也在此时从幌加内村独立，当时人口共有4,690人。
1922年，该铁路以雨龙线的名义开工，并将深川 - 朱鞠内的区间分为6个工区，同时亦对深川站进行了扩建。第1工区（深川 - 多度志）于1922年（大正11年）12月16日开工，并于1924年（大正13年）9月25日竣工，之后于10月25日开通。随后的第2工区（多度志 - 鹰泊）于1925年（大正14年）6月16日开工，并于1926年（大正15年）11月10日开通。第3工区（多度志 - 幌加内）于1925年（大正14年）11月16日开工，但由于途中的幌加内隧道地质严峻造成的施工困难，致使当时每日仅能推进1 m左右的距离，最终直到预定期限的1年后的1929年（昭和4年）5月15日才竣工，并于同年的11月8日开通。1928年11月6日，第5工区（政和 - 添牛内）开工；11月16日，第4工区（幌加内 - 政和）开工，两者最终皆于1931年（昭和6年）9月15日开通。第6工区（添牛内 - 朱鞠内）于1931年（昭和6年）7月13日开工，并于1932年（昭和7年）10月25日开通。由此，深川 - 朱鞠内区间总施工费用达到4,467,778日元。
此外，雨龙线也于1931年（昭和6年）10月10日改名为幌加内線。雨龙水坝的建设也同铁路同步进行，随着其于1938年（昭和13年）开工并开始蓄水，对被淹没地区的森林砍伐也开始进行，而幌加内线在此时被用于运输被淹没地区森林出产的木材。
而另一方面，连接名寄和朱鞠内的线路在1922年（大正11年）公布的改正铁道敷设法别表中，被规定为第143号预定线“天盐国名寄经石狩国雨龙至天盐国羽幌铁道”的一部分。而从札沼線的石狩沼田站连接至多度志站，从朱鞠内站连接至天盐线（现时的宗谷本線）佐久站的札佐线建设运动也于1929年（昭和4年）开始。由此，连接名寄站至朱鞠内站的名雨线于1935年（昭和10年）开工，并被分为4个工区建设。1937年（昭和12年）11月10日，名寄 - 初茶志内开通。初茶志内 - 朱鞠内也于随后的1939年（昭和14年）10月10日开通，同时幌加内线和名雨线被统合为深名线。由此，名寄 - 朱鞠内的建设共耗费509万4000日元。
由此，深川站和名寄站之间，除经由函馆本线、宗谷本线的旭川站之路線外，又增加了经由深名线朱鞠内站的路線。但是，经由深名线需要绕长达13.4公里的远路，途中有5处坡度达25 ‰的陡坡，最小曲线半径仅有250米，大大限制了深名线的运输能力，因此最终深名線沿线开发和水坝的建设过程中发挥了作用。

### 战后
在战后，由于雨龙水坝蓄水而形成的人造湖被认为有作为观光资源开发的潜力，因此被命名为“朱鞠内湖”，并被指定为景点。此外，由于在水坝建设完成后，木材依然存在大量的运输需求，因此深名线起到了沿线地区的最主要交通工具的作用。1955年（昭和30年）开始，随着铁路巴士的导入，旅客列车的班次得以增发，旅客数量亦随之増加，甚至使得原本使用的铁路巴士无法满足运输需求，而不得不改为使用柴聯車。此外，深名线还于1955年（昭和30年）9月增设了圆山、宇摩、下幌成、新成生、上幌加内、下政和、大曲、共荣等临时乘降场，于1956年（昭和31年）5月设置了湖畔临时乘降场。
1960年（昭和35年）以后，深名线对沿线车站进行了无人化和货物处理的集中化等合理化措施。沿线人口数量也在此时达到顶峰。1960年（昭和35年），幌加内町的人口达到了12,016人，而深名线的旅客数也于同年达到140万7千人次。
此外，1955年（昭和30年）前后还残留有连接幌加内与和寒的道北巴士线路和连接添牛内与士别的巴士线路的运营记录。在1950年代至1960年代前半期，由于汽车普及刚刚开始，日本的巴士交通尚处于快速扩张的时期。然而，在深名线沿线开设的两条线路仅仅数年就被停驶，此后沿线的巴士交通在此之后仍然保持着不发达的状态。1982年（昭和57年）时，沿线的巴士线路只有连接深川和多度志的北海道中央巴士线路，每日仅有5对班次开行。
1962年（昭和37年），连接朱鞠内站和羽幌站的名羽线开工。由于羽幌一侧的线路计划借用运输羽幌煤矿三毛别矿产出的石炭的羽幌炭矿铁道的路基，相当于一部分区间的路基已经完成。

### 特定地方交通线
之后，由于木材价格下跌，日本于1960年代开始大量进口木材，加之石炭产业的衰退，沿线的林业和煤矿因此遭受了极大打击，经济亦随之衰退，并导致了人口大量流失。1965年（昭和40年），幌加内町的人口为9,195人，随后在1970年（昭和45年）则下滑至7,283人，而白桦和蕗之台的周边的聚落则已经完全消失。此外，汽车的普及也使得道路条件得以改善，进一步减少了深名线的运输量。1970年（昭和45年），深名线的旅客人数下降至47万2千人次，而运输密度则仅为457人/日。1975年（昭和50年），由于维护管理对居民造成了负担，当地自治会提出了废除大曲临时乘降场的意向。而随着羽幌煤矿于1970年被关闭，沿线从此再无石炭和木材的运输需求，在建中的名羽线的工程也因此被冻结并再未复工。
1968年（昭和43年）9月，国铁咨询委员会向各自治体发出了废除劝告（赤字83線）。由于其中包括了深名线，因此沿线自治体组成了“深名线废除反对期成会”。虽然深名线在之后得以保留，但到1979年（昭和54年）时，深名线的营业系数已经达到2,785。1979年（昭和54年），国铁再建案在内阁会议中得到批准，并于1980年（昭和55年）得到通过，最终于1981年（昭和56年）3月正式公布施行令。由于深名线在测定特定地方交通线的1977年（昭和52年）至1979年（昭和54年）度之间的运输密度为平均272人/日，符合廢除标准。但代替道路尚未完備，无法保证冬季的交通，深名线仅被指定为废除候补。
而在1980年（昭和55年）10月的运行图调整中，深名线的班次被削减，运营于鹰泊站与深川站之间的区间列车也被大量废除。此後客運量持續減少，直至1984年（昭和59年）时，深名线的运输密度已跌至123人/日。加上沿线产业的衰退，人口减少也仍然持续，到1980年（昭和55年）时，幌加内町的人口仅为3,739人，甚至低于幌加内村成立时的人口。
深名线的亏损情况也同样严重。1981年（昭和56年度），深名线的营业系数高达2,901，位列全国倒数，亏损金额则达26亿8,142万日元。而1981年8月的暴雨造成路線中斷，使得乘客大幅度减少。灾害恢复共计耗资1亿500万日元，而修复的过程也导致了部分乘客从此改用其它交通方式。1985年（昭和60年），深名线的营业系数达到了3,641，再次在全国线路中垫底，而亏损金额也达到了26亿8,300万日元。
此外，深名线的并行道路也于1989年（平成元年）改修完毕。1986年（昭和61年）10月，北海道新闻指稱“深名线应当被指定为废除对象，接受转换支付金并转换为巴士”，引起了沿线居民，尤其是幌加内町的居民对深名线废除的不安情绪。

### 存废问题
由于代替交通存在问题，因此深名线在国铁分割民营化后，仍然被继承至JR北海道继续维持。1990年（平成2年），由于旅客人数过低，深名线的部分车站遭到废除。
之后，北海道新闻曾于1993年（平成5年）12月15日刊登过深名线将于次年废除的消息。尽管北海道新闻随后表示该言论并非JR的公开发言，而其它报纸亦刊载了JR北海道否定这一消息的报道，但JR北海道随即于同年11月公开发表了将废除函馆本线的上砂川支线的消息。由于该线是首条特定地方交通线之外的废线，而此时深名线的并行道路已经整修完毕，且此时其年收入仅5000万日元，而投入经费高达10亿日元，由此引发了公众对于深名线是否废除的猜测。此外，尽管JR北海道的其它地方线路为削减经费而导入了一人控制，但深名线的列车仍然设置车掌和乘务员，因此被认为是JR北海道对将要废除的线路采取的消极经营措施。在报道发表后，当地几乎没有反对废除深名线的意见和活动。
此时，深名线的每日乘客人数大约在100人左右，其中并无使用通勤定期券的乘客存在。在每日的16对列车中，平均乘客人数大约仅有10人左右，而运输密度仅有80人/日。由于深名线在国铁末期削减了部分班次（1986年11月1日国铁运行图调整），使得运行于幌加内町内的北母子里站 - 幌加内站区间车也被废除</ref>。但是，由于当时深名线沿线并无除北空知巴士连接深川和多度志的线路外的其它线路，且深名线的乘客数量实在过低，即使由巴士替代铁路仍会产生亏损，这使得巴士业者皆对运行替代巴士一事望而却步。
在这一状況下，JR北海道于1994年（平成6年）12月10日邀请沿线的4个自治体代表在札幌市内的宾馆中召开会议，以深名线的乘客人数下降，转换为巴士运行才为最适合地区的运输手段为由，正式提出了废除深名线和运行代替巴士的提案。当时的提案内容如下所示：
- 巴士运营本身应由JR北海道负责[注释 6]
- 巴士应以并行道路（国道、道道）为运行路线
- 巴士的停靠站数量应为铁路的2倍
- 巴士的运行图应在铁路的运行对数和时间设定的基础上制定，并且需要设定便于通院的班次
- 应设置连接深川和名寄的直达班次
- 票价应以现行的民间巴士费率为基准，在一定期间内对差额实行补偿

沿线的4个自治体的代表也在之后成立了“JR深名线问题对策协议会”，同展开了JR协商。由于自治体充分理解了铁路的实际状况，因此在协商中并未体现出对废除铁路的激烈反对态度。但是，在巴士运行图的问题上，协议会以巴士运行时间增加、票价上升，但班次数量并未增加为由提出了异议。1995年（平成7年）3月17日，协议会向JR北海道表示，协议会虽然并不会就此接受目前的方案，但如若替代方案能够提供优于铁路的服务，便可以接受。对此，JR北海道最终提出了增加巴士的开行对数至铁路的2倍的方案，并同沿线达成了共识。最终，沿线自治体于同年5月16日同意废除深名线。
同年5月26日，JR北海道向运输大臣申请于该年9月3日废除深名线并开行代替巴士线路，并于同年6月16日得到通过。由于废除一事已定，从7月25日起，国铁开始对运行于深名线的普通列车进行扩编，同时开行活动列车。在运行最终日的9月3日，国铁于深川、多度志、幌加内、朱鞠内、名寄站举行了告别仪式。除普通列車得以扩编以外，还开行了4班临时列车，而和深名线列车接续的一部分函馆本线特急列车也由2节编组增加至4节。
由此，1995年（平成7年）9月3日，深名线全线废除。次日，由JR北海道直营的代替巴士开始运行。

### 年表
- 1924年（大正13年）10月25日：雨龙线深川站 - 多度志站 (14.0 km) 开通[36]，新设多度志站[37]。
- 1926年（大正15年）11月10日：多度志站 - 鹰泊站 (13.3 km) 开通[36]，新设幌成站[37]、鹰泊站[37]。
- 1929年（昭和4年）11月8日：鹰泊站 - 幌加内站 (16.4 km) 开通[36]，新设沼牛站[37]、幌加内站[38]。
- 1931年（昭和6年）
  - 9月15日：幌加内站 - 添牛内站 (24.9 km) 开通[36]，新设雨烟别站[37]、政和站[38]、添牛内站[38]。
  - 10月10日：雨龙线改名为幌加内线。
- 1932年（昭和7年）10月25日：添牛内站 - 朱鞠内站 (10.2 km) 开通，幌加内线全通[36]。新设朱鞠内站[38]。
- 1937年（昭和12年）11月10日：名雨线名寄站 - 初茶志内站 (7.2 km) 开通全通[36]，新设西名寄站[38]、初茶志内站[38]。
- 1941年（昭和16年）10月10日：初茶志内站 - 朱鞠内站 (35.8 km) 开通[36]。幌加内线同名雨线合并为深名线[36]。新设北母子里站[38]、白桦站[37]、蕗之台站[37]、宇津内站[37]。
- 1946年（昭和21年）6月1日：新设上多度志假乘降场。
- 1949年（昭和24年）
  - 4月1日：宇津内站降格为宇津内假乘降场[38]。
  - 6月1日：伴随日本国有铁道法施行，移交至日本国有铁道。
- 1950年（昭和25年）1月15日：上多度志假乘降场升格为上多度志站[37]。
- 1951年（昭和26年）7月20日：初茶志内站改名为天盐弥生站。
- 1955年（昭和30年）
  - 4月1日：伴随轨道巴士的导入，客货分离[39]。
  - 8月20日：新设圆山[37]、宇摩[37]、下幌成[37]、新成生[38]、上幌加内[38]、下政和[37]、大曲、共荣[38]假乘降场[4]。
  - 9月2日：新设新富假乘降场。
- 1956年（昭和31年）
  - 5月1日：新设湖畔假乘降场[38][4]。
  - 9月20日：新富假乘降场升格为新富站[37]。
  - 11月19日以后：废除宇津内假乘降场。
- 1960年（昭和35年）9月15日：西名寄站无人化。
- 1961年（昭和36年）12月1日：下政和假乘降场向深川方向移动200m，改名为政和温泉假乘降场[4]。
- 1962年（昭和37年）5月1日：伴随客货混合列车废除，达成客货分离。所有旅客列车柴联车化[36]。
- 1964年（昭和39年）
  - 4月1日：蕗之台站、白桦站无人化。
  - 5月16日：朱鞠内站在朱鞠内大火中被烧毁。
- 1975年（昭和50年）2月：不再运行蒸汽机车[40]。
- 1976年（昭和51年）2月1日：废除大曲假乘降场。
- 1982年（昭和57年）
  - 3月30日：上多度志、幌成、沼牛、雨烟别、添牛内、天盐弥生站无人化。
  - 11月1日：全线货物营业废除[36]。
  - 11月22日：作为第2次特定地方交通线申请废除（但申请被保留）[36]。
- 1984年（昭和59年）11月10日：多度志、北母子里站无人化。鹰泊、政和站旅客无人化（仅配置运行要员）。
- 1987年（昭和62年）4月1日：伴随国铁分割民营化，全线继承至北海道旅客铁道（JR北海道）。雨烟别站、蕗之台站、白桦站降格为临时站。圆山假乘降场、宇摩假乘降场、下幌成假乘降场、新成生假乘降场、上幌加内假乘降场、新富假乘降场、共荣假乘降场、湖畔假乘降场升格为车站乗。政和温泉假乘降场变更为临时站。
- 1990年（平成2年）
  - 3月10日：废除雨烟别[38]、政和温泉[38]、蕗之台[38]、白桦[38]站[注释 7]。
  - 9月1日：废除新富站[38][41]。
- 1995年（平成7年）9月4日：全线 (121.8 km) 废除[32][36]，转换至JR北海道巴士[34]。

## 设施
线路的路基采用较为简易的构造，共有坡度达20‰的区间共29 km，而转弯半径低于400 m以下的区间则合计达19 km。

## 运行形态
在深川站至朱鞠内站作为幌加内线运行时，每日仅有4对混合列车运行，全程运行时间约为3小时。在延伸至名寄的线路开通后，每日共有3对来往于深川站和名寄站之间、1对来往于深川站与朱鞠内站之间和1对来往于名寄站和朱鞠内站之间的班次。但在战后，由于所有区间列车都被废除，深名线仅剩3对来往于全线的班次。
在1955年（昭和30年）8月导入轨道巴士后，运行于全线的班次增加到了4对，此外还设定了5班下行和7班上行区间列车。1956年（昭和31年）11月，区间列车增加到了10对。在此之后，深名线改为使用Kiha 05型柴联车，并使用至1966年（昭和41年）4月19日。
在1962年（昭和37年）7月的运行图调整中，由于深名线沿线通过许多暴雪地带，因此其运营系统以朱鞠内站为界分割为了两段，以将天气可能带来的对运行图的扰乱影响降到最小。深名线的班次数量也在这一时期增加，当时共有6对来往于深川 - 朱鞠内、上行3班和下行1班来往于深川 - 鹰泊、5对来往于名寄 - 朱鞠内和2对来往于名寄 - 天盐弥生的列车。
但是，由于乘客数量减少等原因，在1980年（昭和55年）10月的运行图调整中，来往于深川 - 朱鞠内的班次被削减至5对，来往于深川 - 鹰泊的班次被削减至上行2班和下行1班、来往于名寄 - 朱鞠内之间的班次被削减至4对。而到国铁分割民营化后时，仅有5对运行于深川 - 幌加内、4对幌加内 - 朱鞠内（列车本身自深川站发车）和3对运行于朱鞠内 - 名寄的列车。
在国铁分割民营化后，北海道内其它线路（札幌近郊线路除外）的普通列车和快速列车开始改为无需车掌的一人控制。但是，由于深名线并未实施一人控制，故其直至运行最终起都并未取消配置车掌，因此除了深川站和名寄站内以外，深名线全线都并未实行相关的改造工程。

## 使用车辆
在1941年至1949年期间，朱鞠内站内曾设置过朱鞠内机关支区，并配置了6辆C11型蒸汽机车。在此之后，深名线曾使用8620型和9600型等蒸汽机车用于牵引车厢，但1970年代以后，全线仅运行由9600型牵引的混合列车。
1955年8月，深名线开始使用Kiha 10000型轨道巴士的寒冷地带用车（后来的Kiha 01型和Kiha 02型）。但为了提高发车频次以满足不同时间段的运输需求，以上车型于1958年被Kiha 05型替代，并使用至1966年4月19日。此外，Kiha 05型的车厢内通过在角落围起数块隔板，设置了简易厕所。
在1966年以后，深名线开始使用为一至三台北海道特制的Kiha 21型和Kiha 22型。由于此时深名线的运行系统以朱鞠内站为界被分断，因此深川 - 朱鞠内和名寄 - 朱鞠内区间分别使用深川机关区和名寄机关区的车辆。
在1986年以后，深名线改为使用旭川运转所的Kiha 53型500番台。由于该车辆配备有2台驱动用引擎，因此冬季主要仅运行单节Kiha 53型编组。此外，深名线亦使用Kiha 54型和仅有1台驱动用引擎的Kiha 40型。

## 車站列表
- 所有車站都位於北海道。
- 軌道（全線單線） … ◇、∨：可進行列車交會，｜：不可進行列車交會

| 中文站名         | 日文站名 | 英文站名 | 站間營業距離 | 累計營業距離 | 接續路線、備註                                         | 軌道 | 所在地   | 所在地 | 所在地   |
| ---------------- | -------- | -------- | ------------ | ------------ | ------------------------------------------------------ | ---- | -------- | ------ | -------- |
| 深川             |          |          | -            | 0.0          | 北海道旅客鐵道：函館本線、留萌本線                     | ∨    | 空知管內 | 深川市 | 深川市   |
| 圓山             |          |          | 4.7          | 4.7          |                                                        | ｜   | 空知管內 | 深川市 | 深川市   |
| 上多度志         |          |          | 6.1          | 10.8         |                                                        | ｜   | 空知管內 | 深川市 | 深川市   |
| 多度志           |          |          | 3.2          | 14.0         |                                                        | ｜   | 空知管內 | 深川市 | 深川市   |
| 宇摩             |          |          | 5.4          | 19.4         |                                                        | ｜   | 空知管內 | 深川市 | 深川市   |
| 幌成             |          |          | 2.9          | 22.3         |                                                        | ｜   | 空知管內 | 深川市 | 深川市   |
| 下幌成           |          |          | 1.8          | 24.1         |                                                        | ｜   | 空知管內 | 深川市 | 深川市   |
| 鷹泊             |          |          | 3.2          | 27.3         |                                                        | ｜   | 空知管內 | 深川市 | 深川市   |
| 沼牛             |          |          | 10.6         | 37.9         |                                                        | ｜   | 空知管內 | 雨龍郡 | 幌加內町 |
| 新成生           |          |          | 2.0          | 39.9         |                                                        | ｜   | 空知管內 | 雨龍郡 | 幌加內町 |
| 幌加內           |          |          | 3.8          | 43.7         |                                                        | ◇    | 空知管內 | 雨龍郡 | 幌加內町 |
| 上幌加內         |          |          | 3.1          | 46.8         |                                                        | ｜   | 空知管內 | 雨龍郡 | 幌加內町 |
| （臨）雨煙別     |          |          | 4.3          | 51.1         | 1990年3月10日廢除                                      | ｜   | 空知管內 | 雨龍郡 | 幌加內町 |
| （臨）政和溫泉   |          |          | 5.1          | 56.2         | 1990年3月10日廢除                                      | ｜   | 空知管內 | 雨龍郡 | 幌加內町 |
| 政和             |          |          | 2.5          | 58.7         |                                                        | ｜   | 空知管內 | 雨龍郡 | 幌加內町 |
| 新富             |          |          | 5.5          | 64.2         | 1990年9月1日廢除                                       | ｜   | 空知管內 | 雨龍郡 | 幌加內町 |
| 添牛內           |          |          | 4.4          | 68.6         |                                                        | ｜   | 空知管內 | 雨龍郡 | 幌加內町 |
| 大曲臨時乘降場   |          | /        | 3.6          | 72.2         | 1976年2月1日廢除                                       | ｜   | 空知管內 | 雨龍郡 | 幌加內町 |
| 共榮             |          |          | 3.3          | 75.5         |                                                        | ｜   | 空知管內 | 雨龍郡 | 幌加內町 |
| 朱鞠內           |          |          | 3.3          | 78.8         |                                                        | ◇    | 空知管內 | 雨龍郡 | 幌加內町 |
| 湖畔             |          |          | 1.9          | 80.7         |                                                        | ｜   | 空知管內 | 雨龍郡 | 幌加內町 |
| 宇津內臨時乘降場 |          | /        | 4.3          | 85.0         | 廢除年月日不明（1956年11月19日以後）                   | ｜   | 空知管內 | 雨龍郡 | 幌加內町 |
| （臨）蕗之台     |          |          | 4.5          | 89.5         | 1990年3月10日廢除                                      | ｜   | 空知管內 | 雨龍郡 | 幌加內町 |
| （臨）白樺       |          |          | 4.1          | 93.6         | 1990年3月10日廢除                                      | ｜   | 空知管內 | 雨龍郡 | 幌加內町 |
| 北母子里         |          |          | 5.4          | 99.0         |                                                        | ｜   | 空知管內 | 雨龍郡 | 幌加內町 |
| 天鹽彌生         |          |          | 15.6         | 114.6        |                                                        | ｜   | 上川管內 | 名寄市 | 名寄市   |
| 西名寄           |          |          | 3.2          | 117.8        |                                                        | ｜   | 上川管內 | 名寄市 | 名寄市   |
| 名寄             |          |          | 4.0          | 121.8        | 北海道旅客鐵道：宗谷本線、名寄本線（1989年5月1日廢除） | ◇    | 上川管內 | 名寄市 | 名寄市   |